# Дурлабхараджа
Дурлабхараджа (гудж. દુર્લભરાજ; д/н — 1022) — 4-й магараджахіраджа держави Гуджара в 1008—1022 роках.

## Життєпис
Походив з династії Соланка (Чаулук'я). Син магараджахіраджи Чамундараджи. Посів трон 1008 року після смерті брата Валлабхараджи. Десь в середині 1010-х років, скориставшись війною Джаясімхи II, магараджахіраджи держави Західних Чалук'їв, з державою Чола, виступив проти васала Західних Чалук'їв — Кіртіраджи Чалук'я, магараджи Лата (південносхідний Гуджарат), якому завдав поразки й змусив визнати свою зверхність. Втім вже у 1018 року Кіртіраджу підкорив Бходжа Парамара, магараджа Малави.
Помер 1022 року. Йому спадкував небіж Бгіма I.

## Будівництво
Звів 7-поверховий палац у столиці Анахілапатаці разом зі стайнею для слонів і годинниковою вежею. Він також фундував храми Магавіри освячений Сіддхасурі, Маданашанкара Шиви в пам'ять про свого брата Валлабхараджу, штучну водойму «Дурлабха-саровар» з храмом, присвяченим собі, біля неї.